# الخبية (الخبت)

تعديل مصدري - تعديل

الخبية هي إحدى قرى عزلة بني عمارة بمديرية الخبت التابعة لمحافظة المحويت، بلغ تعداد سكانها 195 نسمة حسب تعداد اليمن لعام 2004.